# Peter Thiel
Peter Andreas Thiel (Frankfurt, Nyugat-Németország, 1967. október 11. –) amerikai vállalkozó, kockázati tőkés és politikai aktivista. A PayPal, a Palantir Technologies és a Founders Fund társalapítójaként ő volt a Facebook első külső befektetője. A Forbes szerint 2025 májusában Thiel becsült nettó vagyona 20,8 milliárd dollár volt, amivel a világ 103. leggazdagabb embere.
A Stanfordon végzett tanulmányai után Thiel James Larry Edmondson bíró jegyzőjeként kezdte pályafutását, értékpapír-jogászként dolgozott a Sullivan & Cromwellnél, beszédíróként William Bennett volt amerikai oktatási miniszternél, valamint származtatott ügyletekkel foglalkozó kereskedőként a Credit Suisse-nél. 1996-ban megalapította a Thiel Capital Managementet, majd 1998-ban Max Levchinnel és Luke Nosekkel közösen alapította a PayPalt. A PayPal vezérigazgatója volt egészen 2002-ig, amikor 1,5 milliárd dollárért eladták az eBay-nek.
A PayPal után Thiel megalapította a Clarium Capitalt, egy San Franciscó-i székhelyű globális makro hedge fundot. 2003-ban elindította a Palantir Technologies-t, egy big data elemző céget, és a kezdetektől fogva annak elnöke. 2005-ben Thiel elindította a Founders Fundot a PayPal-partnereivel, Ken Howeryvel és Luke Nosekkel. Thiel lett a Facebook első külső befektetője, amikor 2004 augusztusában 500 000 dollárért 10,2%-os részesedést szerzett a vállalatban. 2012-ben több mint 1 milliárd dollárért eladta Facebook-részvényeinek többségét, és 2022-ben lemondott az igazgatótanácsból. 2010-ben társalapítója volt a Valar Venturesnek, társalapítója a Mithril Capitalnak, a befektetési bizottság elnöke volt, 2015 és 2017 között pedig részmunkaidős partner volt a Y Combinatornál.
Thiel konzervatív libertárius aki jelentős adományokat nyújtott amerikai jobboldali személyiségeknek és célokra. Vitatott módon 2011-ben kapta meg az új-zélandi állampolgárságot, miután az Ötödik Nemzeti Kormány közbelépett az érdekében. Thiel 12 nem egymást követő napot töltött az országban, ami töredéke az állampolgársághoz szükséges 1350 napos tartózkodási követelménynek.
A Thiel Alapítványon keresztül Thiel irányítja a Breakout Labs és a Thiel Fellowship támogatást nyújtó szervezeteket, amelyek nonprofit kutatásokat finanszíroznak a mesterséges intelligencia, az élet meghosszabbítása és az úszó városok létrehozására. 2016-ban Thiel megerősítette, hogy finanszírozta Hulk Hogant a Bollea kontra Gawker perben, mivel a Gawker korábban Thiel engedélye nélkül megosztotta, hogy meleg. A per végül csődbe vitte a Gawkert, és az alapító Nick Denton csődjéhez vezetett.

## Fordítás
- Ez a szócikk részben vagy egészben  a   Peter Thiel című angol Wikipédia-szócikk ezen változatának fordításán alapul.  Az eredeti cikk szerkesztőit annak laptörténete sorolja fel. Ez a jelzés csupán a megfogalmazás eredetét és a szerzői jogokat jelzi, nem szolgál a cikkben szereplő információk forrásmegjelöléseként.